# Großer Preis von Frankreich 1969
Der Große Preis von Frankreich 1969 (offiziell LV Grand Prix de France) fand am 6. Juli auf dem Circuit de Charade in der Nähe von Clermont-Ferrand statt und war das fünfte Rennen der Automobil-Weltmeisterschaft 1969.

## Berichte

### Hintergrund
Zum ersten Mal seit der Premiere 1965 fand der französische Grand Prix wieder auf der rund acht Kilometer langen Strecke bei Clermont-Ferrand statt.
Nur 13 Wagen wurden für das Rennen gemeldet, da das komplette B.R.M.-Werksteam nicht antrat und zudem Jack Brabham einen Knöchelbruch auskurieren musste, den er sich in der Woche zuvor bei einem Testunfall in Silverstone zugezogen hatte. Der Ferrari von Chris Amon war somit das einzige Fahrzeug im Feld, das nicht von einem Ford-Motor angetrieben wurde. Lotus meldete John Miles als dritten Werksfahrer, um Erfahrungen mit dem allradgetriebenen Lotus 63 zu sammeln. Nachdem das Fahrzeug beim Großen Preis der Niederlande zwei Wochen zuvor nur wenige Runden von Graham Hill im Training gefahren worden war, kam es nun zu seinem ersten echten Grand-Prix-Einsatz.

### Training
Bereits im Training deutete sich an, dass Jackie Stewart an diesem Wochenende nur schwer zu schlagen sein würde. Er sicherte sich die Pole-Position mit einer um fast zwei Sekunden schnelleren Rundenzeit als der Zweitschnellste Denis Hulme. Die zweite Startreihe teilten sich Jochen Rindt und Jacky Ickx. Stewarts Teamkollege Jean-Pierre Beltoise und Chris Amon komplettierten die dritte Reihe.

### Rennen
Stewart dominierte das Rennen vom Start bis zum Ziel, ohne die Führung auch nur ein einziges Mal abzugeben. Hulme konnte zunächst sein Tempo halten, wurde aber in Runde 13 wegen eines gebrochenen Überrollbügels zu einem Boxenstopp gezwungen. Ickx kam dadurch auf den zweiten Rang, wurde aber während fast des gesamten Rennens von Beltoise bedrängt. Lange hielt er dem Druck stand, machte jedoch schließlich in der letzten Runde einen Fehler, sodass Beltoise zur Freude der französischen Zuschauer kurz vor dem Ziel vorbeiziehen konnte und mit zwei Zehntelsekunden Vorsprung vor Ickx die Ziellinie überquerte.
Jochen Rindt hatte lange auf Rang vier gelegen, gab aber schließlich in Runde 22 wegen Übelkeit auf, die die ungewöhnlich verwinkelte Streckencharakteristik bei ihm ausgelöst hatte. Bruce McLaren profitierte davon und wurde Vierter. Er gab allerdings nach dem Rennen zu, dass er ähnliche Probleme gehabt habe.

## Meldeliste
| Team                          | Nr. | Fahrer               | Chassis            | Motor                    | Reifen |
| ----------------------------- | --- | -------------------- | ------------------ | ------------------------ | ------ |
| Gold Leaf Team Lotus          | 01  | Graham Hill          | Lotus 49B          | Ford Cosworth DFV 3.0 V8 | F      |
| Gold Leaf Team Lotus          | 15  | Jochen Rindt         | Lotus 49B          | Ford Cosworth DFV 3.0 V8 | F      |
| Gold Leaf Team Lotus          | 14  | John Miles           | Lotus 63           | Ford Cosworth DFV 3.0 V8 | F      |
| Matra International (Tyrrell) | 02  | Jackie Stewart       | Matra MS84         | Ford Cosworth DFV 3.0 V8 | D      |
| Matra International (Tyrrell) | 02  | Jackie Stewart       | Matra MS80         | Ford Cosworth DFV 3.0 V8 | D      |
| Matra International (Tyrrell) | 07  | Jean-Pierre Beltoise | Matra MS80         | Ford Cosworth DFV 3.0 V8 | D      |
| Rob Walker Racing Team        | 03  | Joseph Siffert       | Lotus 49B          | Ford Cosworth DFV 3.0 V8 | F      |
| Bruce McLaren Motor Racing    | 04  | Denis Hulme          | McLaren M7A        | Ford Cosworth DFV 3.0 V8 | G      |
| Bruce McLaren Motor Racing    | 05  | Bruce McLaren        | McLaren M7C        | Ford Cosworth DFV 3.0 V8 | G      |
| Scuderia Ferrari SpA SEFAC    | 06  | Chris Amon           | Ferrari 312 (1969) | Ferrari 255C 3.0 V12     | F      |
| Frank Williams Racing Cars    | 09  | Piers Courage        | Brabham BT26A      | Ford Cosworth DFV 3.0 V8 | D      |
| Antique Automobiles           | 10  | Vic Elford           | McLaren M7B        | Ford Cosworth DFV 3.0 V8 | G      |
| Motor Racing Developments     | 11  | Jacky Ickx           | Brabham BT26A      | Ford Cosworth DFV 3.0 V8 | G      |
| Silvio Moser Racing Team      | 12  | Silvio Moser         | Brabham BT24       | Ford Cosworth DFV 3.0 V8 | G      |

Anmerkungen
1. ↑  Stewart fuhr den Matra MS84 nur im Training und benutzte fortan den MS80.

## Klassifikationen

### Startaufstellung
| Pos. | Fahrer               | Konstrukteur | Zeit   | Ø-Geschwindigkeit | Start |
| ---- | -------------------- | ------------ | ------ | ----------------- | ----- |
| 01   | Jackie Stewart       | Matra-Ford   | 3:00,6 | 160,565 km/h      | 01    |
| 02   | Denis Hulme          | McLaren-Ford | 3:02,4 | 158,980 km/h      | 02    |
| 03   | Jochen Rindt         | Lotus-Ford   | 3:02,5 | 158,893 km/h      | 03    |
| 04   | Jacky Ickx           | Brabham-Ford | 3:02,6 | 158,806 km/h      | 04    |
| 05   | Jean-Pierre Beltoise | Matra-Ford   | 3:02,9 | 158,546 km/h      | 05    |
| 06   | Chris Amon           | Ferrari      | 3:04,2 | 157,427 km/h      | 06    |
| 07   | Bruce McLaren        | McLaren-Ford | 3:05,5 | 156,323 km/h      | 07    |
| 08   | Graham Hill          | Lotus-Ford   | 3:05,9 | 155,987 km/h      | 08    |
| 09   | Joseph Siffert       | Lotus-Ford   | 3:06,3 | 155,652 km/h      | 09    |
| 10   | Vic Elford           | McLaren-Ford | 3:08,0 | 154,245 km/h      | 10    |
| 11   | Piers Courage        | Brabham-Ford | 3:09,9 | 152,701 km/h      | 11    |
| 12   | John Miles           | Lotus-Ford   | 3:12,8 | 150,405 km/h      | 12    |
| 13   | Silvio Moser         | Brabham-Ford | 3:14,6 | 149,013 km/h      | 13    |

### Rennen
| Pos. | Fahrer               | Konstrukteur | Runden | Stopps | Zeit       | Start | Schnellste Runde |
| ---- | -------------------- | ------------ | ------ | ------ | ---------- | ----- | ---------------- |
| 01   | Jackie Stewart       | Matra-Ford   | 38     | 0      | 1:56:47,4  | 01    | 3:02,7 (27.)     |
| 02   | Jean-Pierre Beltoise | Matra-Ford   | 38     | 0      | + 57,1     | 05    | 3:03,7           |
| 03   | Jacky Ickx           | Brabham-Ford | 38     | 0      | + 57,3     | 04    | 3:03,9           |
| 04   | Bruce McLaren        | McLaren-Ford | 37     | 0      | + 1 Runde  | 07    | 3:07,4           |
| 05   | Vic Elford           | McLaren-Ford | 37     | 0      | + 1 Runde  | 10    | 3:07,9           |
| 06   | Graham Hill          | Lotus-Ford   | 37     | 0      | + 1 Runde  | 08    | 3:10,1           |
| 07   | Silvio Moser         | Brabham-Ford | 36     | 0      | + 2 Runden | 13    | 3:14,1           |
| 08   | Denis Hulme          | McLaren-Ford | 35     | 1      | + 3 Runden | 02    | 3:03,2           |
| 09   | Joseph Siffert       | Lotus-Ford   | 34     | 1      | + 4 Runden | 09    | 3:08,6           |
| –    | Chris Amon           | Ferrari      | 30     | 0      | DNF        | 06    | 3:06,7           |
| –    | Jochen Rindt         | Lotus-Ford   | 22     | 0      | DNF        | 03    | 3:06,4           |
| –    | Piers Courage        | Brabham-Ford | 21     | 1      | DNF        | 11    | 3:08,9           |
| –    | John Miles           | Lotus-Ford   | 1      | 0      | DNF        | 12    | 4:28,2           |

## WM-Stände nach dem Rennen
Die ersten sechs des Rennens bekamen 9, 6, 4, 3, 2, 1 Punkt(e). Die besten fünf Ergebnisse der ersten sechs und die besten vier der letzten fünf Rennen zählten zur Meisterschaft. In der Konstrukteurswertung zählten dabei nur die Punkte des bestplatzierten Fahrers eines Teams.

### Fahrerwertung
| Pos. | Fahrer               | Konstrukteur                   | Punkte |
| ---- | -------------------- | ------------------------------ | ------ |
| 01   | Jackie Stewart       | Matra-Ford                     | 36     |
| 02   | Graham Hill          | Lotus-Ford                     | 16     |
| 03   | Joseph Siffert       | Lotus-Ford                     | 13     |
| 04   | Bruce McLaren        | McLaren-Ford                   | 13     |
| 05   | Jean-Pierre Beltoise | Matra-Ford                     | 11     |
| 06   | Denis Hulme          | McLaren-Ford                   | 11     |
| 07   | Jacky Ickx           | Brabham-Ford                   | 7      |
| 08   | Piers Courage        | Brabham-Ford                   | 6      |
| 09   | Chris Amon           | Ferrari                        | 4      |
| 10   | Richard Attwood      | Lotus-Ford                     | 3      |
| 11   | John Surtees         | B.R.M.                         | 2      |
| 12   | Vic Elford           | McLaren-Ford / Cooper-Maserati | 2      |

| Pos. | Fahrer           | Konstrukteur  | Punkte |
| ---- | ---------------- | ------------- | ------ |
| 13   | Jack Brabham     | Brabham-Ford  | 1      |
| 14   | Jackie Oliver    | B.R.M.        | 0      |
| 15   | Silvio Moser     | Brabham-Ford  | 0      |
| 16   | Sam Tingle       | Brabham-Repco | 0      |
| –    | Peter de Klerk   | Brabham-Repco | 0      |
| –    | Jochen Rindt     | Lotus-Ford    | 0      |
| –    | Pedro Rodríguez  | B.R.M.        | 0      |
| –    | Mario Andretti   | Lotus-Ford    | 0      |
| –    | John Love        | Lotus-Ford    | 0      |
| –    | Basil van Rooyen | McLaren-Ford  | 0      |
| –    | John Miles       | Lotus-Ford    | 0      |

### Konstrukteurswertung
| Pos. | Konstrukteur | Punkte |
| ---- | ------------ | ------ |
| 01   | Matra-Ford   | 36     |
| 03   | Lotus-Ford   | 22     |
| 02   | McLaren-Ford | 18     |
| 04   | Brabham-Ford | 13     |

| Pos. | Konstrukteur    | Punkte |
| ---- | --------------- | ------ |
| 05   | Ferrari         | 4      |
| 06   | B.R.M.          | 2      |
| 07   | Cooper-Maserati | 0      |
| 08   | Brabham-Repco   | 0      |